# 澤瀉久孝
澤瀉 久孝（おもだか ひさたか、1890年〈明治23年〉7月12日 - 1968年〈昭和43年〉10月14日）は、日本の国文学者、万葉学者。京都大学名誉教授。学位は、文学博士。

## 経歴
出生から修学期
1890年（明治23年）、三重県度会郡宇治山田町（現：三重県伊勢市）で生まれた。三重県立第四中学校（現：三重県立宇治山田高等学校）・第三高等学校を経て、京都帝国大学文科大学に進学。文学科国文学専攻で学び、1915年に卒業。
国文学研究者として
第五高等学校教授を経て、1922年に京都帝国大学文学部助教授に就いた。1935年、学位論文『上代歌謡ノ作者及ビ時代考』を京都帝国大学に提出して文学博士の学位を取得。翌1936年に教授昇格。1951年、京都大学教授を辞職し、京都大学名誉教授となった。
京都帝国大学を退職後も、関西大学、ノートルダム清心女子大学、皇學館大学、京都女子大学で教鞭を執った。
1951年、萬葉学会が設立された際、その代表者に推された。1968年10月14日、その萬葉学会全国大会で講演を行なうため滞在していた静岡市で、心不全のため死去。

## 受賞・栄典
- 1967年：第37回朝日賞を受賞。完成した『萬葉集注釈』の功績に対して[5]。

## 研究内容・業績
研究人生を『万葉集』一筋に費やした万葉（萬葉）学研究の大家で、特に訓詁の重要性を説いた。代表作は『萬葉集注釈』で、朝日賞も受賞した。
澤瀉文庫
主著『萬葉集注釈』の毛筆原稿ならびに旧蔵書は、「澤瀉文庫」として皇學館大学附属図書館に所蔵されている。
指導学生
- 伊藤博は国文学者。『萬葉集釋注』(全10巻・集英社文庫版)で知られる。
- 西宮一民は国文学者。『古事記』の研究で知られる。

## 家族・親族
- 実弟：澤瀉久敬はフランス哲学研究者。大阪大学などで教鞭を執った。

## 著作
著書
- 『国文学講座』(第6巻)受験講座刊行会 1930
- 『萬葉集新釈』(上・下) 星野書店 1931
  - 再版 星野書店

1. 上巻 1935
2. 下巻

- 『上代文学選』上 三省堂(新制高等国文叢書) 1941
- 『萬葉の作品と時代』岩波書店 1941
  - 復刊 1979年
- 『萬葉古径 1』弘文堂書房 1941
- 『萬葉古径 2』全国書房 1947
- 『萬葉古径 3』日本書院 1953
  - 3冊文庫化 中公文庫 1979[6]
- 『萬葉集 巻第1・2』東京武蔵野書院 1940
- 『萬葉集序説』楽浪書院 1941
- 『萬葉集講話』出来島書店 1942
  - 文庫化 講談社学術文庫 1986
- 『萬葉佳品抄』全国書房 1943
- 『玄米の味』新日本図書株式会社 1946
- 『古典に恋ふ』講談社 1949
- 『看板の無い家』積慶園 1953
- 『萬葉集新注』白楊社 1955
- 『萬葉歌人の誕生』平凡社 1956
- 『萬葉集注釈』(全20巻) 中央公論社 1957-
  - 新版 (22巻) 1982-[7]
- 『英吉利からの便り』私家版 1987